# Таный-ванху
Таны́й-ванху́ (단의왕후, 端懿王后, 11 июля 1686 — 8 марта 1718) была первой женой и чосонской принцессой-консортом наследного принца Хвисо из династии Ли — будущего вана Кёнджона. Личное имя дамы неизвестно. Происходила из клана Чхонсон Сим. Умерла до восшествия мужа на престол. Таный-ванху — её посмертное имя; титул королевы-консорта она также получила посмертно, когда Кёнджон стал ваном Чосона.

## Жизнеописание
Госпожа Сим, будущая королева Таный, родилась 11 июля 1686 года и была старшим ребёнком Сим Хо и его жены, госпожи Пак из клана Корён Пак.
Сим Хо был из рода (клана) Чхонсон Сим. Через своего отца госпожа Сим является праправнучкой в 4 колене королевы Инсун, жены короля Мёнджона, и праправнучкой в 9 колене королевы Сохон, жены короля Седжона и дочери Сим Она. Она также праправнучка в пятом колене Ли Ряна, потомка великого принца Хёрёна, сына короля Тэджона и королевы Вонгён.

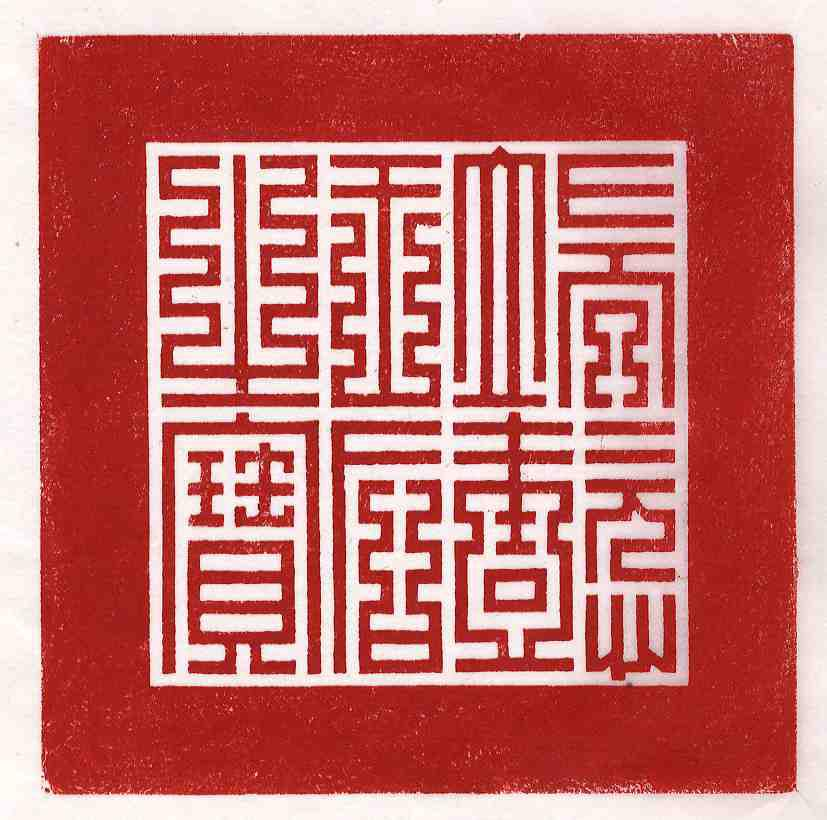
Печать королевы Таный

Она получила титул Наследная принцесса-консорт (세자빈), когда вышла замуж за Наследного принца Ли Юна в 1696 году в возрасте 11 лет.
Она умерла 8 марта 1718 года, на 44-м году правления Сукчона — за два года до того, как Ли Юн, принц Хвисо взошёл на престол. После внезапной смерти Кёнджона её младший брат Сим Юхён (심유현, 沈維賢) заявил, что Кёнджон был заключён в тюрьму евнухами политической партии Норон, а затем был отравлен.
Позже она была посмертно названа королевой Таный (단의왕후, 端懿王后); с добавлением Гонхёджонмок (공효정목, 恭孝定穆) к её посмертному титулу, когда её муж стал королём. Её могила находится по адресу: Хёрын 197, Донгурён-ро, Гури-си, Кёнгидо.

## Семья

### Родители
- Отец — Сим Хо, Внутренний принц Чонгын (심호 청은부원군, 沈浩 靑恩府院君) (1668—1704)
  - 1)Дедушка — Сим Бонсо (심봉서, 沈鳳瑞) (1652—1699)
    - 2)Прадед — Сим Гвон (심권, 沈權) (1643—1697)
      - 3) Прапрадед — Сим Хуэй-сэ (심희세, 沈熙世) (1601—1645)
        - 4)Прапрапрадед — Сим Ёль (심열, 沈悅) (1569—1646)
          - 5)Пра-пра-пра-прадедушка — Сим Чунг-Гём (심충겸, 沈忠謙) (1545—1594); Младший брат королевы Инсун
            - 6)Пра-пра-пра-пра-прадедушка — Сим Кан (심강, 沈鋼) (1514—1567); Отец королевы Инсун
              - 7) Пра-пра-пра-пра-пра-прадедушка — Сим Ёнвон (심연원, 沈連源) (1491—1558)
              - 7) Пра-пра-пра-пра-пра-прабабушка — госпожа Ким из клана Кёнджу Ким (정경부인 경주 김씨, 貞敬夫人 慶州 金氏) (1485—1564)

            - 6) Пра-пра-пра-пра-бабушка — Внутренняя принцесса-консорт Вансан из клана Чонджу Ли (완산부부인 전주 이씨, 完山府夫人 全州 李氏) (1512—1559)[3]

          - 5) Прапрапрапрабабушка — госпожа Ли из клана Чонджу Ли (증 정경부인 전주 이씨)

        - 4)Прапрапрабабушка — госпожа Нам из клана Ырён Нам (의령 남씨); Первая жена Сим Ёля

  - 1)Бабушка — госпожа Ли из рода Чонджу Ли (정경부인 전주 이씨, 貞敬夫人 全州 李氏) (1650—1676), дочь Ли Соннина (이성린, 李聖麟); Вторая жена Сим Бон Со
- Мать — Внутренняя принцесса-консорт Ёнвон из клана Корён Пак (영원부부인 고령 박씨, 靈原府夫人 高靈 朴氏) (1668—1735)
  - Дедушка — Пак Бин (박빈, 安山郡守 朴鑌) (1629 — ?)[4]
  - Бабушка — госпожа Хан из клана Чхонджу Хан (증 숙부인 청주 한씨, 贈 淑夫人 淸州 韓氏); дочь Хан Джина (한진, 韓縝) (1607—1659)

### Братья и сестры
- Младшая сестра — госпожа Сим из клана Чхонсон Сим (청송 심씨)
  - Шурин — Сон Джинге (송징계, 宋徵啓) (1690—1772), сын Сон Гвансук (송광속, 宋光涑)
- Младший брат — Сим Юхён (심유현, 沈維賢) (? — 1728)
- Младший брат — Сим Джунхён (심준현, 沈駿賢)

### Супруг
- Муж — Кёнджон (조선 경종) (20 ноября 1688 г. — 11 октября 1724 г.) — детей нет.
  - Свекор — Ли Сун, Сукчон (조선 숙종) (7 октября 1661 — 12 июля 1720)
  - Свекровь — Чан Ок Чон, Королевская благородная супруга Хый из клана Индон Джан (3 ноября 1659 — 9 ноября 1701) (희빈 장씨)
    - Законная свекровь — королева Инхён из клана Ёхын Мин (인현왕후 민씨) (15 мая 1667 — 16 сентября 1701)
    - Законная свекровь — королева Инвон из клана Кёнджу Ким (인원왕후 김씨) (3 ноября 1687 — 13 мая 1757)

## В искусстве
Образ чосонской принцессы сыграли южнокорейские актрисы:
- Сыграла У Хиджин в телесериале 1988 года «500 лет Чосона: королева Инхён» (канал MBC).
- Сыграла Пак Джими в телесериале 2003 года «Чан Хибин» (KBS2).